# يوحنا الرابع عشر

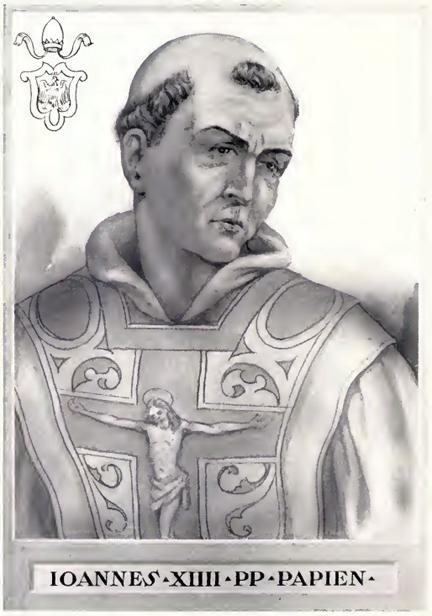
يوحنا الرابع عشر

يوحنا الرابع عشر (باللاتينية: Ioannes XIV) ـ (توفي في 20 أغسطس 984) هو بابا الكنيسة الكاثوليكية خلفًا للبابا بندكت السابع، في الفترة من ديسمبر 983 إلى وفاته في أغسطس 984.
ولد في بافيا باسم بييترو كانيبانوفا، وعمل مستشارًا إمبراطوريًا للإمبراطور أوتو الثاني قبل توليه البابوية. ولم يلبث أوتو الثاني أن توفي بعد قليل من انتخاب يوحنا الرابع عشر للبابوية، فخلفه ابنه الوحيد الطفل أوتو الثالث، وكان في الثالثة من عمره، غير قادر على حماية مركز يوحنا كبابا، الذي لم يكن مقبولًا من الشعب، مما مكن البابا المزيف بونيفاس السابع من العودة من القسطنطينية وسجن يوحنا الرابع عشر في قلعة سانت أنجلو، حيث توفي بعد فترة وجيزة، إما جوعًا أو بالسم.